# Aqui Tão Longe
Aqui Tão Longe é uma série de televisão de drama portuguesa. Protagonizada pelas atrizes Fátima Belo e Filipa Areosa, este programa foi produzido pela SP Televisão, para ser exibido na RTP1.
Sendo composta por 16 episódios, a transmissão da primeira temporada começa na terça-feira, 29 de março de 2016, às 21h45m. Com igual número de episódios, a segunda temporada estreou a 27 de abril do mesmo ano. O último episódio foi para o ar no dia 26 de maio de 2016.

## Sinopse Geral
Na sinopse oficial divulgada pela RTP lê-se: «Portugal acorda em choque. Caiu um avião de uma companhia aérea nacional. Tudo aponta para que tenha sido um atentado. A realidade portuguesa transforma-se da noite para o dia.
«Quem provocou o atentado?
«É a questão que fica no ar.
«Quando o mundo se desagrega à sua volta, Júlia põe tudo em causa. Questiona se vale a pena abdicar de tanta coisa em prol da família. Quase perdeu a filha. Cristina não chegou a embarcar no avião que se despenhou, os media chamam-na de única sobrevivente, fala-se em ato de terrorismo... Cresce a desconfiança nas redes sociais: saberia ela do que estava para acontecer? Carlos, o padrasto de Cristina, é um homem desesperado. Desempregado recente, culpa o contexto socioeconómico e a si próprio em igual medida pela sua condição. Tem uma amante, Ana, quase da idade da filha adotiva. A proximidade entre os dois só serve para que Carlos se sinta cada vez mais distante do homem que desejava ser. Sobre João, namorado de Cristina, recaem suspeitas de que possa ser, de alguma forma, responsável pela queda do avião. Vive com a avó, Lurdes que se faz de mais distraída do que é. Lurdes finge não perceber as conversas suspeitas entre o neto e o hóspede, Martim, homem misterioso com uma agenda própria e secreta; mas, na realidade, Lurdes está a par de tudo o que se passa debaixo do seu tecto. Numa mistura de drama e thriller, a ação decorre maioritariamente em Lisboa. A emigração, a perda, o recomeço são temas constantes.»

## Produção
Em novembro de 2015, Filipa Areosa, Margarida Carpinteiro, José Mata, Fátima Belo e Miguel Damião foram as primeiras confirmações no elenco da série. A 18 de novembro foi noticiado que Rui Mendes tinha aceite o convite para integrar o elenco de conciliando com as filmagens da novela Poderosas. Em dezembro, Rita Calçada Bastos foi adicionada ao elenco, para interpretar a personagem Marta Martins, num dos episódios da segunda temporada.
As gravações dos 32 episódios decorreram entre dezembro de 2015 e fevereiro de 2016.
A data de estreia da série foi marcada para a terça-feira, 29 de março de 2016, às 21h45m, substituindo Bem-vindos a Beirais que havia exibido o último episódio da sua quarta temporada na semana anterior.
Tal como aconteceu com “Terapia“, os episódios de Aqui Tão Longe foram disponibilizados em antestreia no RTP Play, oito horas antes de serem emitidos no canal.
A transmissão da segunda temporada começou a 27 de abril de 2016, no dia imediatamente a seguir ao da exibição do episódio final da primeira temporada. Após a conclusão da série, o programa substituto no horário foi a minissérie baseada no filme "Capitão Falcão", com apenas 3 episódios.

### Décores Principais
Casa de Júlia
Sobre Júlia recai a responsabilidade de sustentar uma família que, até agora, era em grande parte sustentada por Carlos, o seu segundo marido, padrasto de Cristina. Viúva do primeiro casamento, tinha uma relação muito estreita com a filha. Quando Cristina parte para Londres à procura de uma oportunidade de trabalho, deixa a mãe com duas cruzes sobre as costas: tomar conta de uma família que se está a desmoronar, ao mesmo tempo que lida com a falta da sua melhor amiga e confidente. No entanto, a distância acabará por servir para uma nova união. É através do Skype que Júlia e Cristina reatam a relação de confiança que, com o tempo e as circunstâncias, haviam perdido. Na casa de Júlia, vivem também, Pedro, filho de Júlia e Carlos e Afonso, pai de Júlia, um relojoeiro reformado.
Consultório de Oftalmologia
Júlia trabalha como recepcionista num Consultório Oftalmológico. Ironicamente, apesar de trabalhar num consultório de oftalmologia, Júlia não consegue acertar na graduação das suas lentes para combater a miopia. A dificuldade em ver ao longe está intrinsecamente ligada com a maneira como, ao longo da série, se relaciona com a noção de distância.
Casa de João e Lurdes
Neste décor vive João, trabalha numa oficina como mecânico, e a sua avó, Lurdes. João namora com Cristina, e é, surpreendentemente, o principal apoiante da decisão dela em tentar a sua sorte no estrangeiro. No entanto, a distância entre os dois vai acabar por afastá-los. Martim é hóspede nesta casa. É um homem discreto e misterioso. Dá-se com João mas mantém reserva e distância. Poderá ser ele a ligação de João com possíveis grupos terroristas ou, pelo menos criminosos, chave da solução do enigma que atravessará toda a série: afinal, João está ou não ligado a uma célula terrorista.
Casa de Estudantes
Ana, amante de Carlos (padrasto de Cristina e ex marido de Júlia) vive num dos quartos de uma casa onde todos os residentes são estrangeiros, estudantes ou profissionais freelancer. Sem formação académica específica, Ana assume-se como freelancer e vive de várias expressões artísticas underground. Vai envolver-se com João por quem nutre sentimentos verdadeiros mas também um certo desapego. Mantém ocasionalmente relações com os vários habitantes da casa onde reside, que mudam frequentemente.

## Elenco e Personagens

### Principais
A seguir encontra-se uma listagem das personagens principais:
- Fátima Belo, como Júlia Torres (43 anos)[11]

Recepcionista de um consultório de oftalmologia, sobre ela recai a responsabilidade de sustentar uma família que, até agora, era, em grande parte, sustentada por Carlos, o seu segundo marido, padrasto de Cristina. Viúva do primeiro casamento, tinha uma relação conflituosa com a filha. Quando ela parte, deixa a mãe com duas cruzes sobre as costas: tomar conta de uma família que se está a desmoronar, ao mesmo tempo que lida com o sentimento de culpa pela partida da filha: as circunstâncias económicas do país não lhe chegam para justificar a ida de Cristina para Londres, é como se a própria Júlia tivesse falhado como mãe. Numa primeira fase, a relação entre as duas melhora, torna-se mais próxima, apesar da distância; ou, exactamente, por causa disso. No entanto, cedo voltam os velhos hábitos, e a crispação entre as duas. Ironicamente, apesar de trabalhar num consultório de oftalmologia, Júlia não consegue acertar na graduação das suas lentes para combater a miopia. A dificuldade em ver ao longe está intrinsecamente ligada com a maneira como, ao longo da série, se relaciona com a noção de distância. Júlia assume que a felicidade da sua família é da sua responsabilidade. Quando tudo se desagrega à sua volta, e constata que, tanto quanto lhe parece, ninguém dá valor aos seus esforços, questiona a própria vida. “Se calhar os outros é que estão bem”. Começa, nos seus quarenta e poucos, a viver mais para si própria, experimentando coisas que lhe passaram ao lado quando tinha vinte e poucos, lidando com os excessos inerentes, criando uma cada vez maior distância entre a pessoa que sentia dever ser e aquela que talvez realmente seja.
- Filipa Areosa, como Cristina Lindo (26 anos)[12]

Filha do primeiro casamento da mãe, Júlia, decide-se a ir para Londres trabalhar como enfermeira, área em que tem formação e deposita ambições. Ao mesmo tempo, está a fugir de uma relação sufocante que mantém com João, e da sua situação familiar, que sente desagregar-se, nível de crispação que tem o seu ponto alto com a pessoa com quem deveria ter a mais próxima das relações: a mãe.
- Miguel Damião, como Carlos Torres (42 anos)[13]

Desempregado recente, culpa o contexto sócio-económico e a si próprio em igual medida pela sua condição. O desespero leva-o a alinhar nos planos obscuros de Martim, dos quais prefere saber o mínimo possível. Tem uma amante, mais nova que ele, quase da idade da filha adoptiva.
- José Mata, como João Simões (25 anos)[14]

Namorado de Cristina, é, surpreendentemente, o principal apoiante da decisão dela em tentar a sorte no estrangeiro. A surpresa reside no facto de que a relação que tem com Cristina é sufocante, com João a demonstrar constantes e despropositados ciúmes. É apenas quando a vai deixar ao aeroporto que a insegurança dele se manifesta, acabando a despedida numa longa discussão que acaba por fazer Cristina perder o avião. João movimenta-se nos mesmos círculos de Ana Monteiro e sabe da relação que Ana mantém com o pai de Cristina. É um segredo que guarda da namorada. Trabalha numa oficina como mecânico: repara automóveis com os quais se combate a distância com a qual tem tantos problemas em lidar. Sobre ele vão recaindo, ao longo da série, suspeitas de que possa estar, de alguma forma, ligado a um qualquer núcleo terrorista, responsável pela queda do avião onde Cristina era suposto seguir, queda essa que poderá ter sido provocada por um atentado. Talvez que a discussão que tenha tido com Cristina perto da hora do embarque, e que acabou por salvar a vida da rapariga, não tenha sido apenas uma feliz coincidência. Talvez João soubesse do que estava prestes a acontecer.
- Margarida Carpinteiro, como Lurdes Simões (65 anos)[15]

Avó de João, com quem ele vive numa casa das Avenidas Novas, em Lisboa. Lurdes recorda com detalhe acontecimentos a décadas de distância. É como se vivesse fora do tempo presente mas, na análise que faz do passado, e com a convicção de que tudo é cíclico, acaba por ter uma visão lúcida sobre as verdadeiras razões dos problemas contemporâneos. É um verdadeiro repositório de pérolas de sabedoria popular, daquelas que sintetizam de forma incomparável os grandes dilemas humanos. Parece mais distraída do que é. Faz de conta que não percebe as conversas suspeitas entre o neto e Martim, mas na realidade está mais a par do que se passa do que aquilo que deixa transparecer. Irá desempenhar um papel fulcral no desenrolar do destino quer do neto, quer do hóspede.
- Rui Mendes, como Afonso Castro (67 anos)[16]

Pai de Júlia, é o avô da família. Viúvo. Fala da mulher como se ela ainda estivesse viva. Relojoeiro reformado, continua a arranjar relógios como hobby. Porque a reforma começa a afectá-lo, e se sente como um fardo para a filha e restante família, tenta arranjar um emprego. A idade é um entrave. Acaba por ter de recorrer a formas menos lícitas de ganhar dinheiro, entrando num esquema perigoso do qual prefere saber o menos possível, para não ficar de consciência pesada.
- Inês Curado, como Ana Monteiro (25 anos)[17]

Apesar de ter quase a mesma idade de Cristina, Ana está no espectro oposto. Sem formação académica específica, assume-se como freelancer e vive de várias expressões artísticas ‘underground’, típicas de uma certa subcultura lisboeta. Vive num dos quartos de uma casa onde todos os residentes são estrangeiros, estudantes ou profissionais freelance. É amante de Carlos; nutre por ele sentimentos verdadeiros mas também um certo desapego. Estando sempre rodeada de estrangeiros, mesmo vivendo em Lisboa, é-lhe natural a ideia de ir vivendo em lugares diferentes do mundo, criando laços que têm tanto de superficial como de profundo – assim é a sua relação com a distância.
- Rodrigo Antunes, como Pedro Torres (15 anos)[18]

Filho de Júlia e Carlos. Estudante do secundário, quer seguir Física. Encontra inúmeros paralelos entre o comportamento das partículas subatómicas e o das pessoas nas relações que mantêm umas com as outras. Tendo em conta a idade que tem, é maduro demais para o seu próprio bem, não deixando, apesar disso, de ter os comportamentos típicos da sua idade – é apenas na análise que faz das razões por detrás das acções dos outros que revela a sua maturidade. Apesar da irmã ter ido para Londres, acha que a mãe a sente mais presente do que a ele próprio. De certa maneira, Pedro quer assumir o papel de homem da casa. Isto porque percebe que o pai não está capaz de tomar conta da família como seria esperado. A estabilidade estilhaça-se: já não é só a crise e a austeridade, é a ameaça do terrorismo; família desagragega-se, com a partida da irmã para Londres, o desemprego do pai, a trágica situação económica do avô. E Pedro sente, a certa altura, que tem de fazer alguma coisa, especialmente pela mãe, que começa a não conseguir lidar com tudo aquilo.

### Recorrentes
A seguir encontra-se uma listagem das personagens com participações recorrentes:
- Cláudio da Silva, como Martim Azevedo (35 anos)[19]

Hóspede na casa de Lurdes, é discreto e misterioso. Dá-se com João mas mantém reserva e distância. Poderá ser ele a ligação de João com possíveis grupos terroristas ou, pelo menos criminosos, chave da solução do enigma que atravessará parte da série: afinal, João está ou não ligado a uma célula terrorista? E quais os seus propósitos?
- Carlos Malvarez, como Jorge Subtil (24 anos)[20]

Colega de Cristina no hospital em Londres, Jorge é um jovem enfermeiro do Porto, que acabará por se envolver romanticamente com Cristina. O seu espírito alegre e descontraído acabará por dar lugar a um lado mais soturno e triste, à medida que Cristina começar a pôr em cheque a relação que parece estar a nascer entre os dois.
- Jacob Jan de Graaf, como Harry Townsend (32 anos)[21]

Inglês, residente em Portugal, dono de uma galeria de arte underground e da casa onde Ana e os estudantes estrangeiros moram. É muito cioso dos seus hóspedes, tendo para com eles uma relação quase-paternal, apesar de não ser muito mais velho que eles. Mesmo em situações de festa, com drogas recreativas à mistura, zela sempre pelo bem-estar de todos. É, numa primeira fase, especialmente cuidadoso para com Ana, entrando por isso em conflito aberto com Carlos.
- Edmundo Rosa, como Pivot 1 (18 episódios).
- Gabriela Santos, como Pivot (17 episódios).
- Manuela Couto, como Andreia Soeiro (15 episódios)[22].

Vinda do passado para modificar o presente de toda a família, Andreia Soeiro chega como símbolo de uma nova época na vinda de Júlia, Afonso, e os demais. Vem à procura de respostas a perguntas que não desvenda à partida. Rapidamente se torna parte do quotidiano familiar, criando fortes laços com todas as personagens. Mas os seus verdadeiros propósitos só se revelarão mais tarde, e são muito diferentes do que pareciam ao princípio.
- Duarte Grilo, como Dr. Miguel (10 episódios).
- Leonor Vasconcelos, como Mia (8 episódios).
- Teresa Sobral, como Diretora de Liceu (8 episódios).
- Luís Lucas, como Dr. Silvério (6 episódios).
- Joana Barradas, como Enfermeira Isabel (6 episódios).
- Sofia Correia, como Diana (5 episódios).
- José Carlos Garcia, como Gaspar (5 episódios).

## Ficha Técnica
- Criado por: Filipe Homem Fonseca
- Argumento: Filipe Homem Fonseca, Nuno Duarte, Pedro Goulão, Luís Filipe Borges, Tiago R. Santos
- Realização: Jorge Cardoso e Ricardo Inácio
- Anotador: Fábio Freitas
- 1º Assistente de Realização: Roberto Roque
- 2º Assistente de Realização: Miguel Bastos
- Direção de Fotografia: Miguel Trabucho

## Lista de Episódios
| Temp. | Temp. | Episódios | Transmissão Original | Transmissão Original | Dia da Semana             | Audiências (média de rating) |
| Temp. | Temp. | Episódios | Estreia de Temp.     | Final de Temp.       | Dia da Semana             | Audiências (média de rating) |
| ----- | ----- | --------- | -------------------- | -------------------- | ------------------------- | ---------------------------- |
|       | 1     | 16        | 29 de março de 2016  | 26 de abril de 2016  | Terça-feira a Sexta-feira | 2,7%                         |
|       | 2     | 16        | 27 de abril de 2016  | 26 de maio de 2016   | Terça-feira a Sexta-feira | 2,2%                         |

### Primeira Temporada (2016)
Abaixo, estão listados os episódios de Aqui Tão Longe, exibidos a partir de 29 de março de 2016:
| Ep.# | Título                    | Argumento                                 | Realização                     | Transmissão Original | Rating   |
| --- | ------------------------- | ----------------------------------------- | ------------------------------ | -------------------- | -------- |
| 01 (01) | Portugal acorda em choque | Filipe Homem Fonseca                      | Jorge Cardoso e Ricardo Inácio | 29 de março de 2016  | 6,7% (‡) |
| Portugal acorda em choque com a notícia da queda de um avião. Existe a possibilidade de atentado. Cristina chega atrasada ao aeroporto e, dessa forma, salva-se da queda do avião. Ao ouvir a notícia, Júlia apressa-se a chegar ao aeroporto em busca de notícias e, aliviada, encontra a filha. No aeroporto, o ambiente é de tragédia e começam a chegar os familiares das vítimas, em busca de respostas. Cristina está desiludida por não ter partido, mesmo significando que podia ter morrido. Está em choque mas sente-se mesmo a sufocar em Lisboa com a vida que tem. Júlia e João olham-na com estranheza. Os noticiários vão dando as últimas novidades sobre a queda do avião e Cristina é escoltada pela polícia à saída do aeroporto para evitar que os meios de comunicação a incomodem. À noite, já em casa, Cristina desaba finalmente num ataque de choro, sente-se muito mal por ser a única sobrevivente. Uns dias depois, sem dizer nada a ninguém, Cristina embarca para Londres. João fica muito abatido com saudades da namorada. Dias depois, ao jantar, a família de Cristina prepara-se para falar com ela via skype. Cristina entra online e fala alegremente. Está sozinha mas sente-se bem. Fica a saber que Afonso vai ficar no seu quarto porque ficou sem casa e dá todo o apoio ao avô. |                           |                                           |                                |                      |          |
| |                           |                                           |                                |                      |          |
| 02 (02) | Letra de menina           | Nuno Duarte e Filipe Homem Fonseca        | Jorge Cardoso e Ricardo Inácio | 30 de março de 2016  | 3,3%     |
| No hospital, em Londres, Cristina conhece Jorge, outro português a viver em Londres que será seu colega. Este reconhece-a dos noticiários portugueses e brinca com ela, chamando-lhe celebridade. Júlia zanga-se com o pai, Afonso, por este não arrumar as suas coisas nas gavetas de Cristina. Este não quer apropriar-se do espaço da neta mas a filha não admite que continue a ter tudo em caixas. Entre as arrumações, Afonso encontra o diário de Cristina e repara numa fotografia antiga que está lá dentro. Em casa de João, Lurdes irrita-se com a incerteza de a queda do avião ter sido atentado. Para Martim isso não muda nada e desafia João a ir consigo a Londres mas este recusa. Depois de João sair, Lurdes e Martim comentam que João anda muito mal disposto. Carlos entra em casa e Júlia nem olha para ele, ressentida por este ter faltado ao almoço combinado. Esta começa a perceber que este lhe está a esconder alguma coisa. Cristina fala ao telefone com João e ambos se mostram pouco disponíveis e pacientes um para o outro. Esta ainda sugere que ele a visite em Londres mas João recusa. A chamada cai e ficam ambos irritados. No dia seguinte, Júlia reúne-se com Diana para perceber o seu objetivo com a entrevista e reage explosivamente quando esta insinua que Júlia tem inveja da filha e que, inconscientemente, a culpa pela sua infelicidade. Martim despede-se de João e avisa-o de que deixou a sua "menina" no quarto deste. João fica sobressaltado. Já sozinho, no seu quarto, abre a gaveta e pega numa granada.                                                                  |                           |                                           |                                |                      |          |
| |                           |                                           |                                |                      |          |
| 03 (03) | Tempo perdido             | Filipe Homem Fonseca                      | Jorge Cardoso e Ricardo Inácio | 31 de março de 2016  | 3,2%     |
| Júlia é entrevistada por Diana e revela não se alegrar muito com o sucesso da filha. Dias depois, Cristina comenta via skype que viu a entrevista e pergunta à mãe se tem inveja dela. Júlia desvia o assunto. Carlos chega novamente tarde a casa e Júlia manda-o embora lá de casa e este, preocupado, pede-lhe que não faça isso. Júlia dá-lhe uma semana para sair lá de casa. Isabel procura Júlia e apresenta-se como mãe de uma das pessoas que morreu na queda do avião. Oferece-se para a ajudar e insinua que Júlia não está bem nem a saber lidar com tudo o que está a acontecer. Lurdes procura o carregador do computador de João nas gavetas e encontra a granada. Carlos desabafa com Ana que tem de sair de casa e esta sugere que ele vá trabalhar para a galeria e seguem diretos para lá. Este terá de pedir trabalho a Harry depois deste o ter agredido. Diana descobre que Isabel não é mãe de nenhuma das pessoas que morreu na queda do avião e que o seu filho está bem vivo. Esta prefere pensar que o filho morreu do que admitir que este saiu de casa e revê-se em Júlia porque também ela perdeu Cristina, que foi trabalhar para fora. Júlia é chamada à escola de Pedro porque este faltou ao respeito a um professor. Este está revoltado por várias razões e para piorar tudo, toda a gente se esqueceu que é o seu dia de anos. Júlia sente-se muito mal com isso. João procura a granada e não a encontra. Quando Lurdes entra em casa, não revela ter encontrado a bomba e João fica sem perceber se a avó sabe de alguma coisa.                                                                     |                           |                                           |                                |                      |          |
| |                           |                                           |                                |                      |          |
| 04 (04) | Vestido preto             | Nuno Duarte e Filipe Homem Fonseca        | Jorge Cardoso e Ricardo Inácio | 1 de abril de 2016   | 2,4%     |
| Júlia observa-se nua ao espelho e Carlos estranha o seu comportamento. Jorge dá um medicamento, por engano, a uma paciente e é Cristina quem salva a situação pois este bloqueia e fica sem reação. Mais tarde, Jorge admite que se distraiu por causa do namorado, Abílio, que está a chegar a Londres. Júlia alegra-se com o fato de Carlos estar a trabalhar na galeria mas estranha o seu comportamento quando mostra intenção de ir à inauguração da exposição. Carlos não tem alternativa senão aceitar que a mulher vá lá ter. Mais tarde, Cristina janta com Abílio e Jorge e conversam animadamente. Abílio e Cristina têm grande empatia e Jorge alegra-se com isso. Abílio comunica que foi promovido e que ganhará o suficiente para Jorge poder regressar a Portugal mas este desvia a conversa. Carlos avisa Ana que Júlia virá à exposição e pede-lhe para serem cautelosos. Ana fica desconfortável e pede-lhe um tempo para pensar se devem continuar juntos. Martim regressa de Londres. Fica tenso quando João lhe diz que a granada desapareceu. Lurdes repara na tensão entre os dois mas não comenta. Júlia chega glamourosa à inauguração da exposição galeria e dá nas vistas. Carlos apresenta a mulher a Ana e a Harry e Ana fica constrangida. Harry desanuvia a situação elogiando Júlia. Carlos perde as estribeiras na galeria e ofende algumas pessoas que são agradáveis para Júlia. Harry expulsa-o e despede-o. Mais tarde, em Londres, Jorge procura Cristina e pede-lhe guarida. Discutiu com Abílio e teve de arejar as ideias. Está cheio de dúvidas e não quer voltar para Portugal com o namorado. |                           |                                           |                                |                      |          |
| |                           |                                           |                                |                      |          |
| 05 (05) | O gato de Schrodinger     | Filipe Homem Fonseca                      | Jorge Cardoso e Ricardo Inácio | 5 de abril de 2016   | 1,7% (†) |
| Júlia é importunada por um homem que a acusa de saber que a queda do avião ia acontecer. Os noticiários anunciam uma explosão provocada por uma fuga de gás, no prédio onde estava a agência de viagens que contratou o charter que caiu. Cristina é surpreendida, em Londres, por uma amiga antiga que a vem visitar. Têm um passado competitivo e acabam por trocar acusações. Martim e João discutem e Lurdes percebe que estes andam a planear algo relacionado com a granada. Harry fica incomodado por ver João com Ana em sua casa. Chama-a à atenção disso e avisa-a de que não quer pessoas desconhecidas em sua casa. Intrigada, Cristina pergunta a João se teve alguma coisa a ver com a queda do avião. Este fica irritado mas tenta conter a raiva. Em conversa com o pai, Pedro dá-lhe um envelope com dinheiro e Carlos, revoltado, dá-lhe um estalo. Pedro permanece calmo e aconselha o pai a aceitar. Lurdes desabafa com Afonso e mostra-lhe a granada. Quase são surpreendidos por Martim que entra em casa de repente. Esta esconde o objeto na gaiola de um periquito que João lhe oferece. Os noticiários anunciam que a queda do avião foi atentado e que acabou de ser reivindicado. |                           |                                           |                                |                      |          |
| |                           |                                           |                                |                      |          |
| 06 (06) | O caminho menos tomado    | Pedro Goulão e Filipe Homem Fonseca       | Jorge Cardoso e Ricardo Inácio | 6 de abril de 2016   | 2,4%     |
| Júlia conduz, sem rumo, e ao ouvir o telefone tocar tenta encontrá-lo dentro da sua carteira, sem sucesso. Com a distração, o carro despista-se e fica atolado na berma da estrada. Em casa, Pedro tenta ligar à mãe. Estão todos preocupados porque é tarde e ninguém sabe onde Júlia está. Em stress, Afonso acusa o genro de ser um parasita e que a filha tem todos os motivos para estar farta dele. Frustrado, Carlos sai para procurar a mulher. Júlia desperta no carro, dorida. O seu telefone fica sem bateria e esta fica desesperada. Quando se acalma, agarra nas suas coisas e começa a caminhar pela estrada. Em casa de João, Martim comunica-lhe que o atentado foi reivindicado e avisa-o que as coisas vão começar a mexer. João fica lívido e recusa-se a ter algum coisa a ver com isso, enquanto Martim o recorda que têm uma missão a cumprir e aponta-lhe uma arma. Lurdes ouve-os, sem ser vista.Começam as suspeitas de que Cristina e Júlia sabiam que ia acontecer o atentado. Júlia apanha boleia com um casal que viaja numa auto-caravana. No caminho, consegue falar com a filha que lhe dá o contato de João para a ajudar a trazer o carro de volta para Lisboa. Em Londres, Cristina envolve-se amorosamente com Jorge, é a primeira vez que este se envolve com uma mulher. |                           |                                           |                                |                      |          |
| |                           |                                           |                                |                      |          |
| 07 (07) | O escritório              | Pedro Goulão e Filipe Homem Fonseca       | Jorge Cardoso e Ricardo Inácio | 7 de abril de 2016   | 2%       |
| Júlia decide vender a casa para fugir dos paparazzi. Afonso fica surpreso com isso e ainda mais surpreso quando a filha lhe comunica que se despediu. Carlos também não estava à espera desta decisão da mulher e exige-lhe explicações mas esta não tem vontade de lhe dizer nada. Cristina regressa a Lisboa e apanha um táxi no aeroporto. O taxista irrita-a dizendo mal dela e insinua que esta sabia do atentado. Esta pede para ficar perto da casa de João e faz uma visita surpresa a Lurdes. Lurdes fica muito feliz com a visita e confessa que João está estranho desde que ela foi embora. Em Londres, Jorge tenta ligar várias vezes a Cristina que se recusa a atender o telefone. Pedro é denunciado por um colega de hackear o computador de um professor para ver os testes. Consegue fazer chantagem com a diretora da escola com um suposto vídeo da sua filha. João planeia ir a uma festa onde Ana vai por música quando esta recebe um telefonema de Júlia a avisar que também irá à festa. Discretamente, pede a Ana que trate de arranjar estupefacientes. Ao chegar a casa, Cristina percebe que a vida da sua família está um grande alvoroço e sente-se culpada por isso. Desconfortável, pensa em ir dormir para um hotel. |                           |                                           |                                |                      |          |
| |                           |                                           |                                |                      |          |
| 08 (08) | A gaiola aberta           | Filipe Homem Fonseca                      | Jorge Cardoso e Ricardo Inácio | 8 de abril de 2016   | 2,4%     |
| Os noticiários passam imagens de manifestações de cidadãos inseguros que acabam em distúrbios. Em sua casa, Lurdes arruma tudo quando é surpreendida por uma vizinha nova que se vem apresentar. É Cecília que traz consigo Rosalina, uma menina de quem toma conta. Jorge consegue, finalmente, falar com Cristina por skype. Sente-se magoado por esta ter fugido de Londres sem sequer se despedir. Martim interroga Lurdes sobre a granada e pede-lhe que a devolva mas Lurdes avisa-o de que a granada é uma garantia em como as coisas lá em casa não saem do seu controlo. Harry recebe uma mensagem onde lhe ordenam que expulse Ana de sua casa. Este aproveita um escândalo que Carlos faz para entrar no quarto de Ana como desculpa para o fazer. Carlos fica sem chão ao ver Ana com João. Arrasada, Ana pede a Júlia que lhe dê guarida, em sua casa e esta assente. João, incrédulo com o fato de Ana ter sido amante de Carlos, dá-lhe boleia até casa de Júlia. Rosalina abre a gaiola e deixa a periquita fugir. Lurdes fica em pânico ao ver a menina com a granada na mão. Em casa de Júlia, Cristina conhece Ana e fica desconfortável com a amizade entre elas. Depois de sair de lá, Cristina tenta falar com João mas este não a quer ver. Carlos entra em casa e fica de queixo caído ao ver Ana ali. Júlia chama-o à parte para o expulsar de casa. Este faz uma mochila e Pedro volta a dar dinheiro ao pai para que este se consiga desenrascar. |                           |                                           |                                |                      |          |
| |                           |                                           |                                |                      |          |
| 09 (09) | A filha pródiga           | Luís Filipe Borges e Filipe Homem Fonseca | Jorge Cardoso e Ricardo Inácio | 12 de abril de 2016  | 2,1%     |
| Ana recebe chamadas incessantes da sua irmã Vera mas recusa-se a atender. Como a irmã não atende, Vera procura Pedro no Facebook para chegar a Júlia e consegue marcar um encontro. Vera agradece a Júlia ter ajudado a irmã mas pede-lhe que a mande ter consigo pois tem notícias trágicas para lhe transmitir, a sua mãe está a morrer. João e Cristina voltam a estar juntos e esta pergunta-lhe se esteve com alguém na sua ausência. João foge ao assunto. Martim tenta recrutar Carlos para que este colabore consigo na sua organização mas este recusa. De manhã, Cristina vê uma sms de Ana no telefone de João e percebe que este está envolvido com a nova inquilina da sua mãe. Pedro vai à casa de Lurdes visitar o pai e leva dinheiro consigo. Lurdes apercebe-se e não gosta disso. Cristina vai à casa de Harry, finge-se interessada em alugar o ex-quarto de Ana e fica a saber que Carlos foi amante de Ana e confirma que João também frequentou a casa de Harry. Fica em choque com isso. Júlia consome cocaína e começa a perder o controlo. |                           |                                           |                                |                      |          |
| |                           |                                           |                                |                      |          |
| 10 (10) | Roupa suja                | Nuno Duarte e Filipe Homem Fonseca        | Jorge Cardoso e Ricardo Inácio | 14 de abril de 2016  | 2,2%     |
| Júlia desafia Ana para sair à noite e esta começa a ficar preocupada com o seu consumo excessivo de cocaína. Afonso também começa a ficar desconfortável com a atitude irresponsável da filha, nem com o filho janta. João reclama com a avó por causa da sua atitude distante e a avó faz-lhe ver que tem a vida virada do avesso. Carlos vai fazendo alguns recados a Martim e tem receio de estar a fazer algo errado quando um dos cravos é levar peças a Afonso para este construir um relógio. Num bar, Ana apresenta Júlia a um dealer, Vítor. Júlia sente uma grande empatia por ele e vice versa. Marcam encontro no dia a seguir e Vítor tenta por um travão em Júlia mas esta está demasiado desequilibrada para o ouvir. Cristina ganha coragem e termina tudo com João. Este fica sem reação e Cristina, friamente, pede-lhe que se vá embora. Pedro sai com Ana para beber um copo e dão de caras com Harry. Este mostra preocupação com ela mas Ana ainda está muito zangada com o fato de Harry ter andado a passar informações à sua família. Com o excesso de álcool e droga, Júlia cai no chão com convulsões e é levada de urgência para o hospital. |                           |                                           |                                |                      |          |
| |                           |                                           |                                |                      |          |
| 11 (11) | Amanhã esquecido          | Pedro Goulão e Filipe Homem Fonseca       | Jorge Cardoso e Ricardo Inácio | 15 de abril de 2016  | 2,5%     |
| João interroga Pedro para perceber qual o seu envolvimento na organização de Martim. Ambos percebem que Martim está a usar Pedro para manter João na organização. Cristina sente-se mal disposta e vomita. De seguida, no café conhece Samuel, uma pessoa perturbada, que tem a capacidade de prever o futuro. Este diz-lhe que está grávida. João alerta Carlos para o perigo de deixar que Pedro ande envolvido nos esquemas de Martim. No hospital, Cristina confirma que está mesmo grávida. Teme que a administração não goste do fato de ter engravidado quando está ali há tão pouco tempo. Lurdes chama João à atenção. Está muito preocupada com o que Martim pode vir a fazer. Cristina conversa com Jorge por skype e confirma que o filho que espera é seu. Ainda está a ponderar se há de avançar com a gravidez ou não. A chamada vai abaixo e Jorge manda um sms a pedir que não interrompa a gravidez. Cristina conta a Júlia que está grávida e esta reage com pouco entusiasmo. São interrompidas por Afonso e Ana que chegam das compras e Cristina apressa-se a ir embora. Antes de sair, pede à mãe que não conte nada a ninguém. |                           |                                           |                                |                      |          |
| |                           |                                           |                                |                      |          |
| 12 (12) | Quando nos toca a nós     | Luís Filipe Borges e Filipe Homem Fonseca | Jorge Cardoso e Ricardo Inácio | 19 de abril de 2016  | 2,1%     |
| Afonso visita a campa da falecida mulher. Está desconfortável com o relógio que está a construir a pedido de Martim e desabafa. Cristina insiste em ir trabalhar, mesmo com a advertência de que deve repousar porque a sua gravidez tem alguns riscos e Júlia fica exasperada com isso. Na oficina, Martim procura João e tenta intimidá-lo. O seu plano está quase a ser posto em prática e quer a colaboração de João. Este não mostra vontade nenhuma de seguir as suas instruções. Ana comunica a Júlia que vai voltar a trabalhar na galeria de Harry e que já arranjou outro sítio para morar. Júlia fica triste com a sua partida e dá-lhe um abraço apertado. Cristina faz a sua primeira ecografia e o Dr. Miguel confirma que é um menino. Quando chega a casa, faz uma chamada para Jorge e manda-lhe a imagem do bebé. Este fica muito feliz ao saber que vão ter um menino. Júlia procura Cristina para lhe dizer que a admira muito. Desta a chorar e revela que pelo seu pai, Júlia teria abortado. Decidiu tê-la mesmo contra tudo e contra todos e ela tornou-se uma sobrevivente que consegue superar tudo. Pedro dá a entender a Afonso que tem as coisas controladas com Martim. Quer extorquir-lhe todo o dinheiro que puder mas sem compactuar com os seus planos de explodir uma repartição de finanças. Cristina diz a João que o filho que espera é seu. No dia a seguir, Jorge chega de Londres para a acompanhar na gravidez. |                           |                                           |                                |                      |          |
| |                           |                                           |                                |                      |          |
| 13 (13) | Um pássaro na mão         | Filipe Homem Fonseca                      | Jorge Cardoso e Ricardo Inácio | 20 de abril de 2016  | 2,3%     |
| Cristina sonha com o seu pai e quando acorda e percebe que foi tudo um sonho, desaba a chorar. Carlos demonstra a Martim que quer saber o menos possível das suas artimanhas. Martim ameaça-o com uma arma e Carlos encosta-o à parede, mostrando alguma coragem. Júlia e Cristina recordam que o pai de Cristina faria anos se fosse vivo. Júlia discorda de Cristina estar a dar falsas expectativas a João mas esta não sabe quando lhe dirá a verdade. Carlos e Ana tomam um café e, contra as expectativas de Carlos, Ana já não tem qualquer interesse nele. Depois de a deixar, Carlos apaga o seu número de telefone. Júlia volta ao consultório onde trabalhou para uma consulta de oftalmologia. O Dr. Silvério examina-a e conclui que esta precisa de usar óculos, novamente. Dá-lhe a entender que Júlia lhe faz muita falta, no consultório e fica a possibilidade de esta voltar para lá no final do mês. Jorge acompanha Cristina numa ecografia e fica muito emocionado ao ver o filho no écran. Dá a mão a Cristina e ficam de mãos dadas durante o resto da ecografia. Mais tarde, Lurdes reage mal a um encontro em sua casa entre Martim, João, Carlos, Pedro e Afonso. Agarra na granada e ameaça-os de explodir com todos para que não façam mal a nenhum inocente. Martim, revoltado, agarra na periquita e torce-lhe o pescoço. Lurdes larga a granada e todos se encolhem. |                           |                                           |                                |                      |          |
| |                           |                                           |                                |                      |          |
| 14 (14) | Cortina de fumo           | Nuno Duarte e Filipe Homem Fonseca        | Jorge Cardoso e Ricardo Inácio | 21 de abril de 2016  | 2,3%     |
| Em casa de Lurdes, a granada explode com pouca intensidade, fazendo apenas alguns estragos. Furiosa, Lurdes manda Martim embora de sua casa mas este recusa-se a ir porque já pagou a renda adiantada. João implora à avó que se acalme enquanto esta ameaça Martim de morte, à frente de Afonso e Carlos. Afonso está pálido, não se sente bem com o susto que apanharam e Carlos ajuda-o. Mais tarde, Martim revela que tudo o que está a acontecer é uma questão familiar e que estão todos envolvidos nos seus planos, não têm escolha, nem ele próprio tem. Afonso alegra-se com o regresso de Júlia ao consultório. Martim sai de casa de Lurdes por uns dias e João, depois de o ver sair, chora sozinho, enquanto toma um duche. No consultório de oftalmologia, Júlia trabalha quando é contactada por Ricardo Mendes que lhe liga a falar do atentado/acidente do avião onde Cristina devia ter embarcado. Indica-lhe que acenda a televisão no canal 1 para que fique a saber quem ele é. Na televisão, numa entrevista Ricardo exige saber o que aconteceu realmente, em nome de todos os portugueses. Cristina e Jorge são surpreendidos por João que aparece de surpresa. Jorge, desconfortável sai para comprar pipocas. A sós, João comunica a Cristina que aconteça o que acontecer, ela é o bebé poderão sempre contar com ele. |                           |                                           |                                |                      |          |
| |                           |                                           |                                |                      |          |
| 15 (15) | Cá se fazem               | Luís Filipe Borges e Filipe Homem Fonseca | Jorge Cardoso e Ricardo Inácio | 22 de abril de 2016  | 2,4%     |
| Pedro acompanha Mia numa ambulância. Esta ingeriu estupefacientes e ficou inconsciente. Quando chegam ao hospital, Pedro procura Cristina par que a irmã ajude a amiga. Está muito aflito e sente-se responsável pelo que aconteceu. Alertada pelos pais de Mia, Júlia pede a Carlos que acompanhe Pedro no hospital. O seu ex-marido quase anda à pancada com o pai de Mia, Gaspar. Ana também vai ao hospital quando percebe que Pedro também pode estar em perigo. Cristina não gosta de a ver perto do irmão. Em sua casa, Lurdes responsabiliza João por ter trazido a desgraça para dentro de casa e não quer falar com o neto. Gaspar fica sensibilizado com a preocupação de Pedro com Mia, este não arreda pé do hospital até a amiga acordar. Cristina revela a João que não é o pai do bebé que espera. Este fica destroçado e sai porta fora. Procura consolo junto da avó mas Lurdes despreza-o. João e Carlos encontram-se com Martim num cais e são alvejados por snipers escondidos. É uma manobra de intimidação. Martim revela que não será só um atentado que vão levar a cabo e para o segundo será necessário que um deles se sacrifique. |                           |                                           |                                |                      |          |
| |                           |                                           |                                |                      |          |
| 16 (16) | A bomba relutante         | Filipe Homem Fonseca                      | Jorge Cardoso e Ricardo Inácio | 26 de abril de 2016  | 2,8%     |
| Martim dá as ordens a Carlos e a João para que concretizem dois atentados, um numa repartição das finanças e outro num centro comercial. Para que nada falhe, mantém Afonso e Lurdes vigiados por dois homens armados e ainda rapta Pedro à porta da escola. Mia presencia o rapto e corre para dentro da escola para avisar a mãe, a diretora. Esta avisa imediatamente Júlia, que fica muito aflita. Liga para Pedro e é Martim quem atende, alerta-a para que não entre em contacto com a polícia, ou não voltará a ver o filho. Martim leva Pedro para um armazém e revela os seus planos e que Carlos morrerá. Pedro fica muito perturbado. No centro comercial, Carlos caminha, nervoso, com a mochila dos explosivos às costas quando recebe uma fotografia de Pedro amordaçado e amarrado. Ainda fica mais nervoso. Por sua vez, João, na repartição das Finanças, também está muito aflito com as consequências do que vai fazer. No meio da preocupação com o desaparecimento de Pedro, Cristina revela a Júlia que Ana foi amante de Carlos e esta expulsa a suposta amiga da sua casa. No momento da detonação, João alerta toda a gente que estão ali explosivos e consegue salvar quase toda a gente, exceto uma rapariga que morre na explosão. Por sua vez, Carlos também não avança com o plano de Martim e entrega-se aos seguranças, alegando que está a ser alvo de ameaça. |                           |                                           |                                |                      |          |
| |                           |                                           |                                |                      |          |

### Segunda Temporada (2016)
Abaixo, estão listados os episódios de Aqui Tão Longe, exibidos a partir de 27 de abril de 2016:
| Ep.# | Título                     | Argumento                                 | Realização                     | Transmissão Original | Rating   |
| --- | -------------------------- | ----------------------------------------- | ------------------------------ | -------------------- | -------- |
| 01 (17) | Portugal acorda do choque  | Luís Filipe Borges e Filipe Homem Fonseca | Jorge Cardoso e Ricardo Inácio | 27 de abril de 2016  | 2,4%     |
| Seis meses depois dos atentados, Carlos e João são ilibados. Saem finalmente em liberdade. Fica apurado que estes estavam sob ameaça de morte. Cristina dá à luz o bebé Samuel enquanto o Dr. Miguel filma o momento. Mais tarde, Júlia e Pedro visitam Cristina, Júlia está pouco à vontade com o bebé ao colo. Pedro, por sua vez, pede para pegar em Samuel e segura-o com muito à vontade. Carlos também visita Cristina no hospital e pede a Júlia que o deixe voltar para casa mas esta perdeu a confiança nele. Ficou assente que apenas iria jantar com ele. Lurdes conta a João que visitou Cristina e este fica nostálgico quando percebe que Jorge não estava no hospital. A avó aconselha-o a congratular Cristina pelo nascimento do filho. Jorge conhece o filho por skype e sente-se mal com isso. Não está em Portugal porque está ressentido com Cristina, que inventou perante Abílio, o seu ex-namorado, que Jorge o traiu. Afonso sente-se mal com a história da sua falecida mulher ter tido uma filha sem que ele soubesse. Receia ter vivido uma mentira. Mais tarde, em casa de Júlia é surpreendido pela visita de Andreia, a filha de Maria Emília. |                            |                                           |                                |                      |          |
| |                            |                                           |                                |                      |          |
| 02 (18) | Zona de conforto           | Nuno Duarte e Filipe Homem Fonseca        | Jorge Cardoso e Ricardo Inácio | 28 de abril de 2016  | 2,2%     |
| Afonso vive um misto de emoções depois de conhecer Andreia. Por um lado, é estranho conhecer a filha que a mulher teve com outro homem e por outro, sente que parte da mulher regressou. Andreia janta em casa de Julio e Pedro sente alguma desconfiança dela. Pergunta-lhe pela certidão de nascimento e a tia não as tem consigo. Cristina recusa-se a mostrar Samuel a Jorge no tablet. Acusa-o de não se envolver nem se ter dignado a vir conhecer o filho. Ana visita Cristina e considera o bebé Samuel parecido com João. Também lhe conta sobre a chegada de Andreia e Cristina fica irritada por ninguém lhe ter dito nada. Carlos aparece de surpresa para almoçar com Afonso e Andreia e simpatiza bastante com a irmã da mulher. Andreia também simpatiza com o cunhado. De seguida, Afonso leva Andreia a ver a campa da mãe e comenta que Júlia nunca o fez. Pedro partilha a sua desconfiança sobre Andreia com a mãe e Afonso, chateado com isso, mostra-lhes as certidões que entretanto Andreia pediu a uma amiga para ele enviar para Portugal. Lurdes e João recebem um postal de Martim e ficam muito pálidos com o medo. |                            |                                           |                                |                      |          |
| |                            |                                           |                                |                      |          |
| 03 (19) | Máquina                    | Pedro Goulão e Filipe Homem Fonseca       | Jorge Cardoso e Ricardo Inácio | 29 de abril de 2016  | 2,3%     |
| Carlos sente que também é avô de Samuel, João acha que devia ir visitar Cristina mas é estranho para si, sendo o pai outra pessoa. Carlos acha que João deve ir e lutar por ela. Cristina recebe um menino nas urgências, o Du, que tem problemas cardíacos. Graças a ela, o menino recebe o cuidado na hora certa e salva-o da morte. Andreia chega a casa de Júlia, supostamente vinda de Paris. Pedro estranha a ausência de raízes e de compromissos e não disfarça. Por sua vez, Afonso alegra-se com a presença de Andreia. Lurdes e João visitam Cristina e Samuel. A avó de João mostra ternura ao ver o bebé e oferece-se logo para lhe mudar a fralda e assim deixa Cristina sozinha com João. João pergunta a Cristina se Samuel não é mesmo seu filho e esta nega mas até gostaria que fosse. Quando fica a sós com o neto, Lurdes também incentiva João a ir atrás de Cristina. Em casa de Júlia, Cristina conhece a suposta tia, Andreia. Esta elogia Júlia e a sua família, considera que estão mesmo uns para os outros e alegra-se por poder fazer parte disso. Lurdes pergunta a João o que vai fazer em relação ao postal que receberam de Martim e este mente à avó dizendo que o deitou no lixo. Andreia encontra-se com Martim no bar de uma pensão e revela ter cumplicidade com ele. |                            |                                           |                                |                      |          |
| |                            |                                           |                                |                      |          |
| 04 (20) | Arrastar a asa             | Tiago R. Santos e Filipe Homem Fonseca    | Jorge Cardoso e Ricardo Inácio | 3 de maio de 2016    | 2,3%     |
| Matias e Mariana aproximam-se de Lurdes que não os reconhece. Supostamente são amigos do passado. Esta só os deixa continuar a conversa porque estes dão a entender que conheciam o seu falecido marido. Carlos surpreende Júlia e leva-a a almoçar. Quer fazer as pazes com a mulher mas Júlia ainda tem muitas dúvidas. Lurdes convida Afonso para ir consigo a um baile onde também irão Matias e Mariana. Em sua casa, Afonso treina uns passos de dança. Ana cruza-se com Carlos e provoca-o, dando-lhe um beijo na boca. Carlos fica sem reação. Enquanto isso, João liga-lhe insistentemente por causa de uma situação na oficina. Encontrou um isqueiro, com formato de granada e acha que não é coincidência. Matias é várias vezes inconveniente com Lurdes, o que deixa Afonso irritado. Já no baile, Afonso perde as estribeiras e, em defesa de Lurdes, quase anda à pancada com o antigo amigo de Lurdes. Pedro aceita ir almoçar com Ana mas está incomodado porque viu-a beijar o pai. Ana nem sabe porque o fez e Pedro recrimina-a. Carlos e Júlia estão cada vez mais próximos e esta começa a baixar a guarda em relação ao marido. Percebe que se está a esforçar para ser melhor pessoa e beija-o. Andreia rouba uma fotografia do bebé Samuel para dar a Martim. |                            |                                           |                                |                      |          |
| |                            |                                           |                                |                      |          |
| 05 (21) | Lâmina                     | Luís Filipe Borges e Filipe Homem Fonseca | Jorge Cardoso e Ricardo Inácio | 4 de maio de 2016    | 3,9% (‡) |
| Em casa de Cristina, João embala o bebé Samuel e fica muito incomodado ao saber que Jorge chega a Portugal no dia seguinte, para conhecer o filho. Júlia desabafa com Andreia que está desiludida com a sua vida, mais uma vez tem de viver o que os outros esperam de si. Pedro surpreende um colega da escola a auto-mutilar-se com uma lâmina de barbear. Consegue que este pare mas na confusão, corta-se com a lâmina. Jorge conhece, finalmente, o filho e fica siderado quando lhe pega ao colo. Cristina fica emocionada ao presenciar a situação. João vai à casa de Cristina e encontra-se com Jorge que ficou a tomar conta do bebé, enquanto Cristina foi almoçar fora. Reagem ambos mal e quase se envolvem à pancada. Pedro revolta-se com David por este o ter magoado e ainda lhe ter estragado o telefone quando só o quis ajudar, impedindo-o de se mutilar mais. Envergonhado, David confessa que o padrasto o maltrata e que não pode fazer nada para o evitar. Pedro fica determinado a ajudar o amigo e pede a João que o ajude a fazer justiça. Afonso sente-se excluído ao ver Andreia tão próxima de Júlia e sem lhe dar atenção. |                            |                                           |                                |                      |          |
| |                            |                                           |                                |                      |          |
| 06 (22) | Parar é morrer             | Pedro Goulão e Filipe Homem Fonseca       | Jorge Cardoso e Ricardo Inácio | 5 de maio de 2016    | 2,1%     |
| Afonso sente-se tentado a entrar num negócio quando vê um panfleto sobre ganhar muito dinheiro sem sair de casa. Ana conhece Salvador, um amigo de Harry. Este é professor de Tai Chi e ensina-a a meditar. Mais tarde, numa festa em casa de Harry, Salvador convence Ana a ir consigo para a Índia. João e Jorge cruzam-se à porta de Ana e ambos levam um presente para o bebé igual, um babygrow do Sporting. Isso faz com que surja uma cumplicidade entre ambos e começam a tratar do bebé em conjunto. Quando passeiam Samuel na rua, João vê Martim de relance. Este esconde-se. Cristina vai buscar Samuel a casa de Lurdes e encontra a avó de João a sentir-se mal porque está há horas sem comer nada. Lurdes é diabética e tem de ter alguns cuidados que ainda não se habituou. Ao jantar, em casa de Júlia, Cristina confessa que está incomodada com o fato de João e Jorge estarem a ser tão prestáveis e participativos na educação de Samuel. Teme, por isso, perder o protagonismo e a autoridade com o seu filho. Júlia opõe-se totalmente ao investimento que Afonso quer fazer num negócio, sem garantias nenhumas. No dia seguinte, quando Afonso vai formalizar e assinar o contrato, é surpreendido por dois polícias à paisana que prendem as angariadoras do negócio. Afonso safa-se duma burla gigante. |                            |                                           |                                |                      |          |
| |                            |                                           |                                |                      |          |
| 07 (23) | O baloiço                  | Filipe Homem Fonseca                      | Jorge Cardoso e Ricardo Inácio | 6 de maio de 2016    | 2,2%     |
| Martim é alvejado na pensão por alguém que o espera no seu quarto. Consegue defender-se, assassinando o adversário. Esconde o corpo no roupeiro e arruma tudo, abandonando o quarto da pensão, a coxear. Enquanto isso, as autoridades continuam a procurá-lo em várias cidades do país. Martim procura a mãe para o ajudar a remover a bala que tem na perna. Lúcia é veterinária e já o fez noutras ocasiões. Tem muito receio de ser associada a ele ou que a prendam por causa do filho. De noite, Afonso e João não conseguem dormir. Estão agitados e não conseguem esquecer o que aconteceu no passado e o fato de terem estado envolvidos numa organização terrorista. Afonso gostaria que Martim fosse detido e João relembra constantemente a rapariga que morreu na explosão da repartição das finanças. Joel, um vizinho de Lúcia, estranha ver um carro desconhecido à sua porta e bate à porta para ver se esta está em apuros. Depois de ver Martim, reconhece-o de algum lado e Martim, não arrisca e mata-o com dois tiros, na casa da própria mãe. Esta fica horrorizada com a situação e não consegue reagir. Sente que o filho é mesmo uma causa perdida. De manhã, Martim encontra Lúcia enforcada. |                            |                                           |                                |                      |          |
| |                            |                                           |                                |                      |          |
| 08 (24) | Assombração                | Luís Filipe Borges e Filipe Homem Fonseca | Jorge Cardoso e Ricardo Inácio | 11 de maio de 2016   | 2,2%     |
| Andreia é surpreendida por Martim no cemitério, quando visita a campa de Maria Emília. Fica muito aflita com receio de ser vista. Martim vem saber se foi ela quem o mandou matar e avisa-a de que vai entrar de novo em ação. Afonso chega nesse momento e estranha ver Andreia na companhia de Martim mas não faz comentários. Júlia facilita o pagamento de umas lentes no consultório a uma cliente aflita com dinheiro. Esta fica de voltar para pagar e quando regressa, rouba dinheiro da gaveta de Júlia. Jorge despede-se de Cristina antes de regressar a Londres e dá um aperto de mão a João. Nesse momento, Lurdes liga muito aflita ao neto para dizer que deixaram uma gaiola vazia à porta de sua casa. Já em casa, João tenta tranquilizar a avó, dizendo que aquilo pode não ter nada a ver com Martim. Lurdes, no entanto, está convencida que sim. Pedro, ao ver os pais juntos, questiona Júlia se estes vão ficar juntos novamente. Está chateado com a situação e acha que o devem consultar e envolver no assunto. Júlia e Carlos passam a noite juntos e corre muito mal. No dia seguinte, enfrentam, envergonhados, os olhares de Afonso. |                            |                                           |                                |                      |          |
| |                            |                                           |                                |                      |          |
| 09 (25) | Passo em falso             | Nuno Duarte e Filipe Homem Fonseca        | Jorge Cardoso e Ricardo Inácio | 13 de maio de 2016   | 1,7% (†) |
| Cristina recomeça a trabalhar por turnos e Júlia oferece-se para ficar com Samuel. Andreia também se oferece e Cristina dá a entender que não confia nela totalmente porque se conhecem há pouco tempo. Lurdes vai ao hospital fazer uns exames e conhece Liliana, uma rapariga doente com diabetes. Fazem companhia uma à outra enquanto esperam. Júlia recrimina Cristina por ter sido tão ríspida com Andreia. No dia seguinte, perante o desespero de Cristina em arranjar alguém para ficar com o filho, Andreia oferece-se novamente mas Cristina não fica convencida. Lurdes pede a Afonso que a leve ao cemitério, deixando-o admirado. Quer ver as campas, as lápides e os caixões porque está convencida que vai morrer em breve. João confessa a Carlos que pensa ter visto Martim e mostra o postal e a gaiola que deixaram em sua casa. Andreia toma conta do bebé Samuel e Pedro fica de olho nela, não acredita nela nem um bocadinho. No dia seguinte, fica sozinha com o bebé e leva-o à rua e quase o leva no seu carro. No entanto, assusta-se e volta para casa mas deixa cair um objeto do bebé na rua. Mais tarde, Pedro entrega-lhe o objeto e deixa-a aflita, cheia de dúvidas. Na casa de banho de Júlia, Andreia chora silenciosamente ao ver uma fotografia sua com a sua filha, a jovem que morreu na explosão da repartição das finanças. |                            |                                           |                                |                      |          |
| |                            |                                           |                                |                      |          |
| 10 (26) | Sombras                    | Filipe Homem Fonseca                      | Jorge Cardoso e Ricardo Inácio | 17 de maio de 2016   | 1,7% (†) |
| No hospital, Cristina acompanha o caso de Maria, uma rapariga que esteve em coma durante um mês. Quando acorda do coma, tem amnésia e não se recorda de quem é. Cristina percebe no Facebook que Maria foi responsável por um acidente onde, supostamente, matou o namorado. Afonso assegura, junto do coveiro do cemitério que as pessoas enterradas ao lado de Maria Emília, eram boas pessoas. Júlia, no entanto, não se interessa por isso e pressiona o pai para que arrume o quarto pois está farta de ver as suas coisas em caixas. Pedro pede ajuda a Afonso para fazer um trabalho sobre o Antigo Regime. Tenta perceber porque para uns esse tempo foi bom e para outros foi tão difícil. Afonso lembra-se de pedir ajuda a Lurdes que não acha graça nenhuma ao tema. Os pais de Maria reagem mal e recriminam Cristina por ter ajudado Maria a saber o que aconteceu. Depois de arrumar o quarto, Afonso decide oferecer uma fotografia de Maria Emília a Andreia que recusa. Não pode aceitar porque não é realmente quem diz ser. Ana continua os seus preparativos para ir viver em Berlim e João deseja-lhe boa sorte. Maria descobre que tinha um amante, Henrique, e telefona-lhe para que venha visitá-la ao hospital. Este pede-lhe para o esquecer pois seguiu a sua vida. |                            |                                           |                                |                      |          |
| |                            |                                           |                                |                      |          |
| 11 (27) | Dar o peito às balas       | Filipe Homem Fonseca                      | Jorge Cardoso e Ricardo Inácio | 18 de maio de 2016   | 2,3%     |
| Num café onde lancha, Martim é ameaçado por um elemento da organização a que pertence. Este vem com a missão de o eliminar. São observados por Andreia que está no carro, fora do seu alcance. Ao ver Afonso a arranjar um relógio, Pedro recorda quando o avô construiu o temporizador para a bomba. Afonso admite que ainda não se perdoou por isso. Quando saem para a rua, o assassino profissional encaminha Martim com uma arma para o seu carro e Andreia, percebendo o que está a acontecer, atropela-o e liberta Martim da situação. De seguida, metem o homem, inconsciente, dentro do carro de Andreia. Sozinho em casa de Júlia, Afonso, sente uma dor no peito e cai, inanimado. Pedro encontra o avô estendido no chão e chama o 112. Avisa a família e encontram-se todos no hospital de Cristina. Lurdes reage mal à notícia do sucedido e perante o seu discurso fatalista, João manda a avó calar-se. Lurdes, furiosa, dá-lhe uma bofetada e avisa-o que se voltar a falar-lhe dessa maneira, o põe na rua. Andreia é parada numa operação stop com o homem desmaiado no porta-bagagens mas é salva pelo telefonema de Júlia a contar que Afonso teve um enfarte. Os polícias deixam-na ir embora. No hospital, o estado de Afonso piora e ninguém sabe se este vai sobreviver. |                            |                                           |                                |                      |          |
| |                            |                                           |                                |                      |          |
| 12 (28) | É a vida                   | Filipe Homem Fonseca                      | Jorge Cardoso e Ricardo Inácio | 19 de maio de 2016   | 2,1%     |
| No hospital, Afonso recupera lentamente. Só quer voltar para casa e dormir no seu quarto. Pedro está muito feliz por ter o avô vivo. Júlia conhece Helena, uma mulher sofisticada que é paciente do Dr. Silvério. Helena insinua-se a Júlia que não sabe como reagir ao assédio de uma mulher. Cristina planeia umas férias com João fora de Portugal. Este está reticente por causa do estado de saúde de Afonso. Ao abrir o computador de João, Cristina vê uma conversa no chat do Facebook de uma ex-namorada e finge não dar importância a isso. Lurdes come doces, às escondidas, pondo em risco a sua saúde e os diabetes. Afonso, cansado de estar no hospital, pega nas suas coisas e volta para casa, sem ter alta. Júlia envolve-se com Helena e tem a sua primeira experiência lésbica. No dia seguinte, quando acordam, Afonso dá de caras com Helena e Júlia não sabe o que dizer ao pai, naquela situação. Para ficarem bem, João dá um anel de noivado a Cristina. Esta não gosta do anel e ficam ambos desiludidos com o fato de as coisas não terem o impacto que deveriam ter. Afonso sente-se agradecido a Andreia pelo apoio que lhe dá. Teimoso, sai de casa, sem ninguém saber para ir visitar Lurdes. Quando lá chega, sente-se muito cansado e Carlos leva-o de volta para casa. |                            |                                           |                                |                      |          |
| |                            |                                           |                                |                      |          |
| 13 (29) | Até que a morte nos separe | Filipe Homem Fonseca                      | Jorge Cardoso e Ricardo Inácio | 20 de maio de 2016   | 1,8%     |
| Afonso toma a sua medicação pela manhã e detesta a ideia de ter que o fazer para sempre. Lurdes, por sua vez, também lhe custa engolir os comprimidos e reza por cada um que toma. João ajuda a avó a ver isso como um mal necessário. Cristina acompanha Tomás, no hospital, um doente terminal de cancro que é abandonado pela sua segunda mulher, Ester, que não aguenta mais a pressão. Por outro lado, a sua filha Anabela, perante o seu estado de saúde, aproxima-se do pai. Anabela informa a sua mãe, Aurora, do estado grave do pai e esta visita-o, no hospital. Acaba por ser ela a contar-lhe que tem meses de vida. Afonso sente-se mal novamente. Júlia chama o pai e estranha o seu silêncio. Desata aos gritos ao vê-lo caído no chão. Já no hospital, Pedro procura Cristina. Ao ver ali o irmão, esta percebe imediatamente que algo aconteceu com o avô. Todos aguardam à porta do quarto de Afonso quando Andreia chega. Pede a Cristina que a deixe ver Afonso. A sós, com Afonso sedado e inconsciente, Andreia confessa que não é filha de Maria Emília e que é a mãe da rapariga que morreu na explosão provocada pelo João, na repartição das finanças. Acusa-o de ter morto a sua bebé. Nesse momento, a máquina do batimento cardíaco indica que Afonso morreu. Cristina e o médico tentam reanimar Afonso, sem sucesso. Esta sai do quarto e desata a chorar, dando a entender a todos que Afonso morreu. |                            |                                           |                                |                      |          |
| |                            |                                           |                                |                      |          |
| 14 (30) | O mestre do tempo          | Filipe Homem Fonseca                      | Jorge Cardoso e Ricardo Inácio | 24 de maio de 2016   | 2%       |
| Lurdes lamenta a morte do seu amigo Afonso e pergunta a Cristina se este teve uma morte tranquila. Júlia e Pedro dirigem-se à funerária para tratar do funeral de Afonso mas Júlia está tão perturbada, que é Pedro quem trata de tudo. Mais tarde, Martim vai também à funerária para encomendar uma coroa de flores com a especificação de que deve ser entregue quando Afonso estiver a ser enterrado, para se destacar das restantes. O velório decorre e de toda a família, só Pedro está presente. Júlia toma medicação forte para não ter de enfrentar a situação e pondera mesmo não ir ao funeral do pai. Cristina deixa o bebé Samuel com Lurdes para ir ao funeral de Afonso. João, por sua vez, vai à casa de Júlia para dar boleia a quem precisar. Acaba por levar só Pedro porque Júlia saiu e ninguém sabe dela. Ana despede-se de Harry, depois do funeral de Afonso vai apanhar o avião para Berlim. Já na capela mortuária, Cristina indigna-se com a ausência da mãe. É Carlos quem consegue convencer Júlia a ir ao funeral e chegam a tempo ao cemitério. A coroa de flores de Martim é entregue e Pedro lê a mensagem sórdida no cartão que lá vem. Nesse momento, em casa de Lurdes, Martim rapta o bebé Samuel, deixando a idosa inconsciente. |                            |                                           |                                |                      |          |
| |                            |                                           |                                |                      |          |
| 15 (31) | A oração                   | Filipe Homem Fonseca                      | Jorge Cardoso e Ricardo Inácio | 25 de maio de 2016   | 2%       |
| Ainda no cemitério, Pedro mostra o cartão de Martim a Cristina e a João e ambos sentem terror. Cristina telefona imediatamente a Lurdes, que não atende o telefone. Lurdes vai à igreja, sente-se abandonada por Deus e barafusta. Enquanto isso, João e Cristina chegam a sua casa e ficam desesperados por não a encontrar. Cristina liga a Júlia a contar que Lurdes e o bebé Samuel desapareceram. Depois de desligar, Júlia partilha com Carlos e Andreia o que está a acontecer e a falsa irmã fica perturbada. Ana adia a sua partida para Berlim para apoiar Pedro e a sua família. Carlos procura o filho e Ana indica-lhes que vão para casa de Júlia, urgentemente. João e Cristina procuram Lurdes em todo o lado. Por sua vez, Andreia telefona a Martim e tenta demovê-lo de fazer mal a Samuel. Este troça dizendo que lhe deu um calmante. Desorientada, Andreia vai atrás de Martim, na pensão onde este está escondido. Bate à porta e Martim deixa-a entrar no seu quarto mas tem o bebé ao colo com a arma apontada. Andreia tem intenção de matar o homem responsável pela morte da sua filha. Ficam num impasse, de armas apontadas um ao outro. João e Cristina encontram finalmente Lurdes na igreja. Foi Carlos quem se lembrou que a avó de João lá vai muitas vezes à missa. A constatação do rapto do bebé deixa todos muito abalados. |                            |                                           |                                |                      |          |
| |                            |                                           |                                |                      |          |
| 16 (32) | Últimos cartuchos          | Filipe Homem Fonseca                      | Jorge Cardoso e Ricardo Inácio | 26 de maio de 2016   | 2,3%     |
| Andreia e Martim confrontam-se no quarto onde este está escondido. Esta quer vingar-se de todos os responsáveis pela morte da sua filha na explosão da repartição das finanças. Martim, no entanto, não sente qualquer receio de morrer nem remorsos pelas suas ações. Andreia aproveita um momento de distração de Martim, que tem de abrir a porta do quarto ao recepcionista da pensão, para pegar no bebé Samuel. São surpreendidos pela chegada de um casal da organização secreta de Martim que estão ali para o matar. Martim e Andreia ouvem ruído no corredor e Martim abre a porta furtivamente, atingindo com um tiro um dos homens. A mulher consegue atingir Martim e ele a ela. Caem ambos no chão. Assustada e ofegante, Andreia agarra-se ao bebé e sai porta fora. Quase é apanhada pela mulher que ainda está viva mas consegue dar-lhe um tiro e fugir da pensão. Em casa de Júlia, todos olham expectantes quando ouvem a porta abrir. É Andreia que chega, coberta de sangue, com o bebé Samuel ao colo. Aponta a arma a Cristina quando esta faz menção de pegar no filho. Manda toda a gente para a sala e confessa que é mãe da rapariga que morreu na repartição das finanças. Afirma ainda que está ali para se vingar apesar de se ter afeiçoado a toda a família. Andreia ordena a Cristina que mate João para ter o filho de volta e esta sente-se sem forças para o fazer. Carlos oferece-se para o fazer e assume-se também como responsável no ataque à repartição. Aproveita um momento de distração de Andreia quando o bebé começa a chorar e dá-lhe dois tiros, um deles na cabeça, salvando tudo e todos da situação. |                            |                                           |                                |                      |          |
| |                            |                                           |                                |                      |          |

Legenda:
- (‡) Episódio Mais Visto
- (†) Episódio Menos Visto

## Receção

### Audiências
Impulsionado pela transmissão após o jogo de futebol Portugal x Bélgica, o episódio de estreia de Aqui Tão Longe registou o melhor resultado audiométrico da série: 6,9% de rating e 12,5% de share (cerca de 636 mil espectadores). Assim, superou Bem-Vindos a Beirais, série que terminara com uma média de 8,1% de share.
O segundo episódio da série conquistou apenas 313 mil espectadores, fixando-se como sexto programa da RTP1. 440.000 telespectadores haviam desaparecido entre o primeiro e o quarto episódio.
Com a chegada da nova temporada, a série foi-se mantendo distante dos programas da concorrência: Coração d'Ouro (SIC) e A Única Mulher (TVI). O episódio de estreia da segunda temporada registou 2,4% de audiência média e 5,0% de share, uma média de 229,200 espetadores.O último episódio foi o 28º programa mais visto do dia e registou 2,3% de audiência e 5,1% de share, tendo indo para o ar às 21h58.

### Crítica
De forma geral, a série passou despercebida pela crítica portuguesa. Eduardo Cintra Torres, no Correio da Manhã, compara Aqui tão longe com «a brutal concorrência do que vem de fora», concluindo que a série é «fraquinha, não deixa marca». Com uma opinião contrária, escrevendo sobre o primeiro episódio da série, Bruno Esteves (Ideias e Opiniões) elogia os atores e o argumento, destacando «o ponto de partida, os temas actuais e que nos remetem para o Portugal de hoje (como o desemprego, o terrorismo, o medo, a incerteza do futuro, a distância, o amor, a traição ou a velhice, por exemplo), o primeiro contacto com as personagens, a velocidade e intensidade dos acontecimentos».